# Gerard Lee
Pour les articles homonymes, voir Lee.
Gerard Lee (né en 1951 à Melbourne) est un écrivain, scénariste et réalisateur australien.

## Œuvres littéraires
- Manual for a Garden Mechanic (1976)
- Pieces for a Glass Piano (1978),  (ISBN 0-7022-1175-3) [1],[2]
- True Love and How to Get It (1985),  (ISBN 0-7022-1778-6) [3],[4]
- Troppo Man (1990), a comedy novel set in Brazil.  (ISBN 0-7022-2299-2) [5],[6]
- Sweetie: The Screenplay (1991),  (ISBN 0-7022-2371-9)
- Eating Dog: Travel Stories (1994),  (ISBN 0-7022-2184-8) [7],[8]

## Filmographie

### Scénariste
- 1989 : Sweetie de Jane Campion
- 1995 : All Men Are Liars de Gerard Lee
- 2000 : Passionless Moments de Jane Campion et Gerard Lee (court métrage)
- 2013 : Top of the Lake de Jane Campion et Gerard Lee (mini-série)

### Réalisateur
- 1995 : All Men Are Liars
- 2000 : Passionless Moments avec Jane Campion (court métrage)

## Distinctions

### Nominations
- Primetime Emmy Awards 2013 : meilleur scénario pour une mini-série ou un téléfilm pour Top of the Lake (partagé avec Jane Campion)[9]